# Nati nel 1979/Aprile
| Questa pagina contiene informazioni ricavate automaticamente dalle voci biografiche con l'ausilio del template Bio e di un bot. L'aggiornamento è periodico e automatico e ricostruisce completamente la pagina. Se manca una persona in questa lista, sei pregato di non aggiungerla, ma accertati piuttosto che la sua voce biografica contenga il template Bio e che i dati anagrafici siano correttamente compilati. Se il template Bio manca, inseriscilo tu stesso o, in alternativa, metti l'avviso {{tmp\|Bio}} che ne segnala la mancanza. Se i dati riportati sono sbagliati, correggi direttamente la voce biografica; le modifiche saranno visibili in questa lista entro pochi giorni. Per chiarimenti vedi il progetto biografie. La lista contiene solo le 392 persone che sono citate nell'enciclopedia e per le quali è stato implementato correttamente il template Bio. Pagina aggiornata al 18 ago 2025. |

- 1º aprile - Roberta Alaimo, politica italiana
- 1º aprile - Ivano Balić, ex pallamanista e allenatore di pallamano croato
- 1º aprile - Ruth Beitia, ex altista spagnola
- 1º aprile - Caroline Calvé, ex snowboarder canadese
- 1º aprile - Louis Campbell, ex cestista statunitense
- 1º aprile - Arnaldo Deserti, ex pallanuotista italiano
- 1º aprile - Mikko Franck, direttore d'orchestra finlandese
- 1º aprile - Elizabeth Gutiérrez, attrice statunitense
- 1º aprile - Chris Leitch, ex calciatore statunitense
- 1º aprile - Gia Lewis-Smallwood, discobola statunitense
- 1º aprile - Darko Miladin, ex calciatore croato
- 1º aprile - Raffaele Trano, politico italiano
- 1º aprile - Maria Elena Vandone, attrice e showgirl italiana
- 1º aprile - Georges Wadrenges, ex calciatore francese
- 2 aprile - Wissem Abdi, ex calciatore tunisino
- 2 aprile - Andreas Barucha, ex bobbista tedesco
- 2 aprile - Lindy Booth, attrice canadese
- 2 aprile - Cho Yoon-jeong, ex tennista sudcoreana
- 2 aprile - Crescenzo D'Amore, ciclista su strada e pistard italiano († 2024)
- 2 aprile - Camilla Ferranti, attrice italiana
- 2 aprile - Grafite, ex calciatore brasiliano
- 2 aprile - Mika Hannula, ex hockeista su ghiaccio svedese
- 2 aprile - Emmanuelle Hermouet, ex cestista francese
- 2 aprile - Salim Kechiouche, attore francese
- 2 aprile - Anbeta Toromani, ballerina albanese
- 3 aprile - Naif Al-Qadi, ex calciatore saudita
- 3 aprile - Živilė Balčiūnaitė, maratoneta lituana
- 3 aprile - Zoumana Camara, allenatore di calcio e ex calciatore francese
- 3 aprile - Lucas Cantoro, ex calciatore argentino
- 3 aprile - Giuseppe Caroppa, militare italiano
- 3 aprile - Juvenal Edjogo, ex calciatore spagnolo
- 3 aprile - Anna Foglietta, attrice italiana
- 3 aprile - Sherif Genedy, ex cestista egiziano
- 3 aprile - Grégoire, cantautore e compositore francese
- 3 aprile - Maurice Jeffers, ex cestista statunitense
- 3 aprile - Francesco Mandelli, attore, regista e conduttore televisivo italiano
- 3 aprile - Saša Ognenovski, ex calciatore australiano
- 3 aprile - Denïs Proskwrïn, ex calciatore kazako
- 3 aprile - Steve Simonsen, ex calciatore inglese
- 4 aprile - Ezequiel Carboni, dirigente sportivo, allenatore di calcio e ex calciatore argentino
- 4 aprile - Chen Qiao En, cantante, attrice e modella taiwanese
- 4 aprile - Matthew Dear, disc jockey e produttore discografico statunitense
- 4 aprile - Nick Garcia, ex calciatore statunitense
- 4 aprile - Heath Ledger, attore australiano († 2008)
- 4 aprile - Roberto Luongo, ex hockeista su ghiaccio e dirigente sportivo canadese
- 4 aprile - Natasha Lyonne, attrice statunitense
- 4 aprile - Andy McKee, chitarrista statunitense
- 4 aprile - Stanislav Medvedenko, ex cestista ucraino
- 4 aprile - Maksim Opalev, ex canoista russo
- 4 aprile - Álvaro Ormeño, ex calciatore cileno
- 4 aprile - Ludovic Roux, ex combinatista nordico francese
- 4 aprile - Tiago Silva dos Santos, ex calciatore brasiliano
- 4 aprile - Danilo Soscia, scrittore italiano
- 4 aprile - Erlan Wrazayev, ex calciatore kazako
- 5 aprile - Anas Al-Zboun, ex calciatore giordano
- 5 aprile - Vlada Avramov, allenatore di calcio e ex calciatore serbo
- 5 aprile - Nisha Ayub, attivista malese
- 5 aprile - Todd Berger, attore, sceneggiatore e regista statunitense
- 5 aprile - Josh Boone, regista e sceneggiatore statunitense
- 5 aprile - Christian Caliandro, storico dell'arte italiano
- 5 aprile - Chen Yanqing, sollevatrice cinese
- 5 aprile - Carolina Di Domenico, conduttrice televisiva, conduttrice radiofonica e attrice italiana
- 5 aprile - Elena Fomina, allenatrice di calcio e ex calciatrice russa
- 5 aprile - Fabrice Gazin, schermidore francese
- 5 aprile - Pierluigi Gentile, ex rugbista a 15, ex rugbista a 13 e dirigente sportivo italiano
- 5 aprile - Pavel Harçik, ex calciatore turkmeno
- 5 aprile - Timo Hildebrand, ex calciatore tedesco
- 5 aprile - Giorgio La Vista, allenatore di calcio e ex calciatore italiano
- 5 aprile - Marios Lekkas, modello greco
- 5 aprile - Imany, cantante e modella francese
- 5 aprile - Barel Mouko, ex calciatore della Repubblica del Congo
- 5 aprile - Cesare Natali, ex calciatore italiano
- 5 aprile - Mitsuo Ogasawara, ex calciatore giapponese
- 5 aprile - Alexander Resch, ex slittinista tedesco
- 5 aprile - Song Dae-nam, judoka sudcoreano
- 5 aprile - Jørgen Tengesdal, allenatore di calcio e ex calciatore norvegese
- 5 aprile - Andrius Velička, ex calciatore lituano
- 5 aprile - Elvis Vermeulen, rugbista a 15 francese
- 6 aprile - Britta Kamrau, ex nuotatrice tedesca
- 6 aprile - Markus Krunegård, cantante svedese
- 6 aprile - Alain Nkong, ex calciatore camerunese
- 6 aprile - Christine Smith, modella statunitense
- 6 aprile - Asha Tonolini, fondista di corsa in montagna italiana
- 7 aprile - Adrián Beltré, ex giocatore di baseball dominicano
- 7 aprile - Pascal Dupuis, hockeista su ghiaccio canadese
- 7 aprile - Chris Gbandi, ex calciatore liberiano
- 7 aprile - Kyle Hill, ex cestista statunitense
- 7 aprile - Michel Kratochvil, ex tennista svizzero
- 7 aprile - Kaoru Morioka, giocatore di calcio a 5 peruviano
- 7 aprile - Nico Santos, attore statunitense
- 7 aprile - Zbych Trofimiuk, attore polacco
- 8 aprile - Marta Baldó, ex ginnasta spagnola
- 8 aprile - Vega Colonnese, politica italiana
- 8 aprile - Nicole Fiorentino, bassista statunitense
- 8 aprile - Erika Holst, hockeista su ghiaccio svedese
- 8 aprile - Mohamed Kader, ex calciatore togolese
- 8 aprile - Kim Eun-jung, allenatore di calcio e ex calciatore sudcoreano
- 8 aprile - Alexi Laiho, cantautore e chitarrista finlandese († 2020)
- 8 aprile - Amit Trivedi, compositore e musicista indiano
- 8 aprile - Stefanie Wolf, ex sciatrice alpina tedesca
- 9 aprile - Graeme Brown, ex ciclista su strada e pistard australiano
- 9 aprile - Sah-u-Ra Brown, ex cestista statunitense
- 9 aprile - Kevin Burleson, ex cestista e allenatore di pallacanestro statunitense
- 9 aprile - Ângela Cardoso, ex cestista angolana
- 9 aprile - Ryan Cox, ciclista su strada sudafricano († 2007)
- 9 aprile - Ivan Fiorletta, ex pugile italiano
- 9 aprile - Brädi, rapper finlandese
- 9 aprile - Keshia Knight Pulliam, attrice statunitense
- 9 aprile - Peter Luccin, allenatore di calcio e ex calciatore francese
- 9 aprile - Mario Matt, ex sciatore alpino austriaco
- 9 aprile - Simon McBride, chitarrista britannico
- 9 aprile - Mark Ruiz, tuffatore portoricano
- 9 aprile - Sebastián Silva, regista, sceneggiatore e attore cileno
- 9 aprile - Ben Silverstone, attore inglese
- 9 aprile - Olivier Sorlin, ex calciatore francese
- 9 aprile - Katsuni, ex attrice pornografica francese
- 9 aprile - Kevin Van Dessel, ex calciatore belga
- 9 aprile - Steffen Weigold, ex ciclista su strada e ex ciclocrossista tedesco
- 10 aprile - Iván Alonso, ex calciatore uruguaiano
- 10 aprile - Manfred Bühler, avvocato e politico svizzero
- 10 aprile - Shemekia Copeland, cantante statunitense
- 10 aprile - Rachel Corrie, attivista statunitense († 2003)
- 10 aprile - Martina Dogana, triatleta italiana
- 10 aprile - Tsuyoshi Dōmoto, cantautore, personaggio televisivo e attore giapponese
- 10 aprile - Sophie Ellis-Bextor, cantautrice e modella britannica
- 10 aprile - Pavlos Fyssas, rapper e attivista greco († 2013)
- 10 aprile - Peter Kopteff, ex calciatore ungherese
- 10 aprile - Zoltán Kővágó, discobolo ungherese
- 10 aprile - Ján Lašák, ex hockeista su ghiaccio slovacco
- 10 aprile - Roberto Mandelli, allenatore di rugby a 15 e ex rugbista a 15 italiano
- 10 aprile - Nils Mittmann, ex cestista tedesco
- 10 aprile - Pascal Müller, dirigente sportivo e ex hockeista su ghiaccio svizzero
- 10 aprile - Alberto Nelli, cantautore italiano
- 10 aprile - Elena Podkaminskaja, attrice russa
- 10 aprile - Roger Risholt, allenatore di calcio e ex calciatore norvegese
- 10 aprile - Alexander Rosen, dirigente sportivo e ex calciatore tedesco
- 10 aprile - Stefan Teelen, ex calciatore belga
- 10 aprile - Valp, fumettista, disegnatrice e scrittrice svizzera
- 10 aprile - Darko Vujačić, ex cestista e allenatore di pallacanestro montenegrino
- 11 aprile - Nazanin Afshin-Jam, attivista e modella iraniana
- 11 aprile - Omar Al-Ghamdi, ex calciatore saudita
- 11 aprile - Daniele Chiarini, allenatore di calcio e ex calciatore italiano
- 11 aprile - Malcolm Christie, ex calciatore inglese
- 11 aprile - Diego Confalonieri, ex schermidore italiano
- 11 aprile - Haley Cope, ex nuotatrice statunitense
- 11 aprile - Davide Crippa, politico italiano
- 11 aprile - Ariel Eslava, ex cestista argentino
- 11 aprile - Sebastien Grainger, musicista canadese
- 11 aprile - Denis Medri, fumettista e illustratore italiano
- 11 aprile - Thabang Molefe, ex calciatore sudafricano
- 11 aprile - Gillian Murphy, danzatrice statunitense
- 11 aprile - Danielle de Niese, soprano australiano
- 11 aprile - Svjatlana Vol'naja, ex cestista bielorussa
- 12 aprile - Cezar Bădiță, ex nuotatore rumeno
- 12 aprile - Claire Danes, attrice statunitense
- 12 aprile - Thomas Dybdahl, musicista e cantautore norvegese
- 12 aprile - Lars Granaas, ex calciatore norvegese
- 12 aprile - Elena Groševa, ex ginnasta russa
- 12 aprile - Mateja Kežman, procuratore sportivo e ex calciatore serbo
- 12 aprile - Lee Soo-young, cantante sudcoreana
- 12 aprile - Marco Martini, allenatore di calcio e ex calciatore italiano
- 12 aprile - Francesco Miano-Petta, ex lottatore italiano
- 12 aprile - Jennifer Morrison, attrice e regista statunitense
- 12 aprile - Tracy Moseley, mountain biker britannica
- 12 aprile - Paul Nicholls, attore britannico
- 12 aprile - Sergio Pellissier, dirigente sportivo e ex calciatore italiano
- 12 aprile - Carlos Pérez Rial, canoista spagnolo
- 12 aprile - Ciro Polito, dirigente sportivo e ex calciatore italiano
- 12 aprile - Monica Romano, attivista, scrittrice e politica italiana
- 12 aprile - Michal Sedlecký, pentatleta ceco
- 13 aprile - Björn Anklev, ex calciatore svedese
- 13 aprile - Gréta Arn, ex tennista ungherese
- 13 aprile - Sergio Badino, fumettista e saggista italiano
- 13 aprile - Baron Davis, ex cestista statunitense
- 13 aprile - Velizar Dimitrov, ex calciatore bulgaro
- 13 aprile - Nereo Fernández, ex calciatore argentino
- 13 aprile - Ivica Križanac, ex calciatore croato
- 13 aprile - Edenilson Leite, giocatore di calcio a 5 brasiliano
- 13 aprile - Michele Orti Manara, scrittore italiano
- 13 aprile - Meghann Shaughnessy, ex tennista statunitense
- 13 aprile - Akhnaten Spencer-El, schermidore statunitense
- 13 aprile - Murat Yıldırım, attore turco
- 14 aprile - Samir Əliyev, allenatore di calcio e ex calciatore azero
- 14 aprile - Iain Balshaw, rugbista a 15 britannico
- 14 aprile - Lucas Browne, pugile e artista marziale misto australiano
- 14 aprile - Terri Walker, cantautrice e produttrice discografica britannica
- 14 aprile - Pedro Irala, calciatore paraguaiano
- 14 aprile - Noé Pamarot, ex calciatore francese
- 14 aprile - Kerem Tunçeri, ex cestista turco
- 14 aprile - Marios Īlia, allenatore di calcio e ex calciatore cipriota
- 15 aprile - Cooper Barnes, attore e disc jockey britannico
- 15 aprile - Karen David, attrice e cantautrice indiana
- 15 aprile - Luke Evans, attore e cantante gallese
- 15 aprile - Anthony Grundy, cestista statunitense († 2019)
- 15 aprile - Jake Hamilton, cantante e cantautore statunitense
- 15 aprile - Jeda, calciatore brasiliano
- 15 aprile - Lee Scruggs, ex cestista statunitense
- 15 aprile - Ken Shimizu, ex giocatore di football americano e allenatore di football americano giapponese
- 15 aprile - Mathias Tjärnqvist, ex hockeista su ghiaccio svedese
- 16 aprile - Christijan Albers, ex pilota automobilistico e dirigente sportivo olandese
- 16 aprile - Lars Börgeling, ex astista tedesco
- 16 aprile - Alberto Comazzi, ex calciatore italiano
- 16 aprile - Ala Cuper, sciatrice freestyle ucraina
- 16 aprile - Mauro Gavotto, pallavolista italiano
- 16 aprile - Gessica Gusi, modella e showgirl italiana
- 16 aprile - LaVall Jordan, ex cestista e allenatore di pallacanestro statunitense
- 16 aprile - Juan Krupoviesa, ex calciatore argentino
- 16 aprile - Sixto Peralta, ex calciatore argentino
- 16 aprile - Marcel Rapp, allenatore di calcio e ex calciatore tedesco
- 16 aprile - Teruki Tabata, ex calciatore giapponese
- 17 aprile - Hannah Blythyn, politica gallese
- 17 aprile - Silvia Bosurgi, ex pallanuotista italiana
- 17 aprile - Eric Brewer, hockeista su ghiaccio canadese
- 17 aprile - Ken Duken, attore tedesco
- 17 aprile - Abdelmajid Eddine, ex calciatore marocchino
- 17 aprile - Tate Ellington, attore statunitense
- 17 aprile - Hanne Hukkelberg, cantante norvegese
- 17 aprile - Aurore Lalucq, economista e politica francese
- 17 aprile - Rodrigo Santana, pallavolista brasiliano
- 17 aprile - José Serpa, ciclista su strada e pistard colombiano
- 17 aprile - Sung Si-kyung, cantante e attore sudcoreano
- 17 aprile - Wang Feng, tuffatore cinese
- 17 aprile - Krzysztof Wołczek, ex calciatore polacco
- 17 aprile - Marija Šestak, ex triplista jugoslava
- 18 aprile - Tomáš Abrahám, allenatore di calcio e calciatore ceco
- 18 aprile - Paolo Blundo Canto, oboista e compositore italiano
- 18 aprile - Michael Bradley, ex cestista e allenatore di pallacanestro statunitense
- 18 aprile - Andy Campbell, ex calciatore inglese
- 18 aprile - Matt Cooper, rugbista a 13 australiano
- 18 aprile - Anthony Davidson, ex pilota automobilistico britannico
- 18 aprile - Giusy Ferreri, cantautrice italiana
- 18 aprile - Jason Jennings, ex cestista statunitense
- 18 aprile - Óscar Jiménez, calciatore salvadoregno
- 18 aprile - Kourtney Kardashian, personaggio televisivo statunitense
- 18 aprile - Jari Ketomaa, pilota di rally finlandese
- 18 aprile - Old Man River, cantautore australiano
- 18 aprile - Park Dong-hyuk, ex calciatore sudcoreano
- 18 aprile - Sergio Pelegrín, allenatore di calcio e ex calciatore spagnolo
- 18 aprile - Germán Rivarola, allenatore di calcio e ex calciatore argentino
- 18 aprile - Álvaro Rubio, allenatore di calcio e ex calciatore spagnolo
- 18 aprile - Mario Sgueglia, attore italiano
- 18 aprile - Pëtr Sčastlivyj, hockeista su ghiaccio russo
- 18 aprile - Pawina Thongsuk, sollevatrice thailandese
- 18 aprile - Randi Tytingvåg, cantante norvegese
- 18 aprile - Matthew Upson, ex calciatore inglese
- 19 aprile - Tombi Bell, ex cestista americo-verginiana
- 19 aprile - Rocky Bernard, ex giocatore di football americano statunitense
- 19 aprile - Lawrence Chou, attore canadese
- 19 aprile - Juan Fuenmayor, ex calciatore venezuelano
- 19 aprile - Heo Yun-ja, cestista sudcoreana
- 19 aprile - Kate Hudson, attrice e cantante statunitense
- 19 aprile - Ayuko Katō, politica giapponese
- 19 aprile - Karo Koivunen, hockeista su ghiaccio finlandese
- 19 aprile - Roxxi Laveaux, wrestler statunitense
- 19 aprile - Mary Nakhumicha Zakayo, atleta paralimpica keniota
- 19 aprile - Dennis van der Ree, allenatore di calcio e ex calciatore olandese
- 19 aprile - Andrea Rossi, ex ciclista su strada italiano
- 19 aprile - Leandro Silva Wanderley, ex calciatore brasiliano
- 19 aprile - Antoaneta Stefanova, scacchista e politica bulgara
- 19 aprile - Matthew Wells, canottiere britannico
- 19 aprile - Zhao Junzhe, allenatore di calcio e ex calciatore cinese
- 20 aprile - Elie Aiboy, calciatore indonesiano
- 20 aprile - Wayne Barnes, arbitro di rugby a 15 inglese
- 20 aprile - Victor Berco, ex calciatore moldavo
- 20 aprile - Ole Budtz, ex calciatore danese
- 20 aprile - Ruth Connell, attrice scozzese
- 20 aprile - Melissa Fazio, ex cestista statunitense
- 20 aprile - Tuomas Haapala, ex calciatore finlandese
- 20 aprile - Jussi Hautamäki, ex saltatore con gli sci finlandese
- 20 aprile - Ana Jiménez Pérez, ex atleta paralimpica cubana
- 20 aprile - Fady Maalouf, cantante libanese
- 20 aprile - Ludovic Magnin, allenatore di calcio e ex calciatore svizzero
- 20 aprile - Nate Marquardt, artista marziale misto statunitense
- 20 aprile - Jakub Novotný, pallavolista ceco
- 20 aprile - Tat'jana Polnova, ex astista russa
- 20 aprile - Carina Round, cantautrice britannica
- 20 aprile - Gregor Tait, ex nuotatore britannico
- 20 aprile - Camilla de Castro, attrice pornografica brasiliana († 2005)
- 21 aprile - Nicolas Bedos, attore e regista francese
- 21 aprile - Nino Garris, ex cestista tedesco
- 21 aprile - Michael Kümmerle, ex calciatore tedesco
- 21 aprile - Tobias Linderoth, allenatore di calcio e ex calciatore svedese
- 21 aprile - Natal'ja Makeeva, schermitrice russa
- 21 aprile - Alphonso McAuley, attore statunitense
- 21 aprile - James McAvoy, attore britannico
- 21 aprile - Maimie McCoy, attrice britannica
- 21 aprile - Erjol Merxha, allenatore di calcio e ex calciatore albanese
- 21 aprile - Nikos Papanikolopoulos, allenatore di pallacanestro e ex cestista greco
- 21 aprile - Puma, ex calciatore portoghese
- 21 aprile - Dominic Zamprogna, attore canadese
- 22 aprile - Tomislav Čošković, pallavolista croato
- 22 aprile - Scott Davis, ex ciclista su strada e pistard australiano
- 22 aprile - John Gadret, ex ciclista su strada e ciclocrossista francese
- 22 aprile - Zoltán Gera, allenatore di calcio e ex calciatore ungherese
- 22 aprile - Daniel Johns, cantante, compositore e chitarrista australiano
- 22 aprile - Joakim Kjellbom, ex cestista svedese
- 22 aprile - Mpho Koaho, attore canadese
- 22 aprile - Kristie Moore, giocatrice di curling canadese
- 22 aprile - Valerio Morigi, attore italiano
- 22 aprile - Andrea Parola, ex calciatore italiano
- 22 aprile - Javier Rodríguez Pérez, ex cestista e allenatore di pallacanestro spagnolo
- 22 aprile - Matthias Trattnig, ex hockeista su ghiaccio austriaco
- 22 aprile - Elton Tyler, ex cestista statunitense
- 23 aprile - Pavel Abramov, ex pallavolista russo
- 23 aprile - Alex Bannister, ex giocatore di football americano statunitense
- 23 aprile - François Gonon, orientista francese
- 23 aprile - Barry Hawkins, giocatore di snooker inglese
- 23 aprile - Jaime King, attrice e modella statunitense
- 23 aprile - Brad Kroenig, supermodello statunitense
- 23 aprile - Joanna Krupa, modella e attrice polacca
- 23 aprile - Samppa Lajunen, ex combinatista nordico finlandese
- 23 aprile - Carlo Mamo, ex calciatore maltese
- 23 aprile - Nicolas Portal, ciclista su strada e dirigente sportivo francese († 2020)
- 23 aprile - Luis Ignacio Quinteros, ex calciatore cileno
- 23 aprile - Ryan Sinn, bassista statunitense
- 23 aprile - Lauri Ylönen, cantautore finlandese
- 23 aprile - Zhou Suhong, ex pallavolista cinese
- 24 aprile - Amir Abdelhamid, ex calciatore egiziano
- 24 aprile - Alejandro Barrios, cestista venezuelano
- 24 aprile - Amihai Eliyahu, politico israeliano
- 24 aprile - Jamie Cullum, cantante e pianista britannico
- 24 aprile - Luis García Conde, ex calciatore spagnolo
- 24 aprile - Zsuzsanna Heiner, astronoma ungherese
- 24 aprile - Ros Mason, ex cestista britannica
- 24 aprile - Vol'ha Padabed, ex cestista bielorussa
- 24 aprile - Avey Tare, musicista statunitense
- 25 aprile - Álex Adrover, attore spagnolo
- 25 aprile - Giuseppe Andrews, attore, regista e cantautore statunitense
- 25 aprile - Tonic Chabalala, ex calciatore sudafricano
- 25 aprile - Khalid El-Amin, ex cestista statunitense
- 25 aprile - Thiago Gosling, ex calciatore brasiliano
- 25 aprile - Burt Jones, politico statunitense
- 25 aprile - Andreas Küttel, ex saltatore con gli sci svizzero
- 25 aprile - Lilian Cristina Lopes Gonçalves, ex cestista brasiliana
- 25 aprile - Adam Neumann, imprenditore israeliano
- 25 aprile - Andrea Osvárt, attrice, modella e produttrice cinematografica ungherese
- 25 aprile - Aleksandar Radosavljevič, ex calciatore sloveno
- 25 aprile - Tomaž Razingar, ex hockeista su ghiaccio sloveno
- 25 aprile - Fabio Salerno, presbitero e diplomatico italiano
- 25 aprile - Manal al-Sharif, attivista saudita
- 26 aprile - Joanne Aluka, ex cestista e allenatrice di pallacanestro statunitense
- 26 aprile - Malin Hultdin, ex sciatrice alpina svedese
- 26 aprile - Noelia Mendoza, ex cestista argentina
- 26 aprile - Ariane Moffatt, cantante canadese
- 26 aprile - Ol'ga Najmušina, ex cestista russa
- 26 aprile - Stefan Solyom, direttore d'orchestra e compositore svedese
- 26 aprile - Sara Thunebro, ex calciatrice svedese
- 26 aprile - Janne Wirman, tastierista finlandese
- 26 aprile - Ferydoon Zandi, ex calciatore tedesco
- 27 aprile - Hocine Achiou, ex calciatore algerino
- 27 aprile - José Javier Barkero, ex calciatore spagnolo
- 27 aprile - Christine Bottomley, attrice britannica
- 27 aprile - Will Boyd, bassista statunitense
- 27 aprile - Roberta Floris, giornalista, conduttrice televisiva e ex modella italiana
- 27 aprile - Ivan Ivanov, ex nuotatore kirghiso
- 27 aprile - Vladimir Kozlov, ex wrestler ucraino
- 27 aprile - Chiara Negrini, pallavolista italiana
- 27 aprile - Sjarhej Novikaŭ, ex biatleta bielorusso
- 27 aprile - Óscar Emilio Rojas, ex calciatore costaricano
- 27 aprile - Andreý Travïn, ex calciatore kazako
- 28 aprile - Maider Esparza Elizalde, ex ginnasta spagnola
- 28 aprile - Scott Fujita, giocatore di football americano statunitense
- 28 aprile - Sofia Vitória, cantante portoghese
- 28 aprile - Pascal Johansen, ex calciatore francese
- 28 aprile - Markus Kiesenebner, procuratore sportivo e ex calciatore austriaco
- 28 aprile - Nikolče Noveski, ex calciatore macedone
- 28 aprile - Roman Rasskazov, ex marciatore russo
- 28 aprile - Ruth Riley, ex cestista statunitense
- 29 aprile - Younes Bouab, attore e sceneggiatore marocchino
- 29 aprile - Josh Brown, ex giocatore di football americano statunitense
- 29 aprile - Stefania Donà, ex calciatrice e fisioterapista italiana
- 29 aprile - Lee Dong-gook, ex calciatore sudcoreano
- 29 aprile - Zsolt Lőw, allenatore di calcio e ex calciatore ungherese
- 29 aprile - Rubén Maldonado, ex calciatore paraguaiano
- 29 aprile - Alberto Mielgo, spagnolo
- 29 aprile - Jo O'Meara, cantante, ballerina e attrice inglese
- 29 aprile - Tim Payne, ex rugbista a 15 e allenatore di rugby a 15 britannico
- 29 aprile - Élisabeth Revol, alpinista francese
- 29 aprile - Ryan Sharp, ex pilota automobilistico britannico
- 29 aprile - Seth Skyfire, ex wrestler statunitense
- 29 aprile - Tania Sánchez, politica spagnola
- 29 aprile - Heber Viera, ex velocista uruguaiano
- 30 aprile - Kip Carpenter, ex pattinatore di velocità su ghiaccio statunitense
- 30 aprile - Rachelle De Jong-Viinberg, canottiera canadese
- 30 aprile - Ronald Graafland, ex calciatore olandese
- 30 aprile - Greg Grays, ex cestista statunitense
- 30 aprile - Elvis Kotorri, ex calciatore albanese
- 30 aprile - Dimitri Lauwers, ex cestista belga
- 30 aprile - Sean Mackin, violinista statunitense
- 30 aprile - Annalisa Tardino, politica italiana
- 30 aprile - Gerardo Torrado, ex calciatore messicano
- 30 aprile - Zeno Gabaglio, musicista, compositore e violoncellista svizzero